# Бенштедт
Бенштедт (нем. Bennstedt) — община в Германии, в земле Саксония-Анхальт. 
Входит в состав района Заале. Подчиняется управлению Вестлихер Залькрайс.  Население составляет 1497 человек (на 31 декабря 2006 года). Занимает площадь 9,34 км².